# Pirámide del Camino de San Pablo

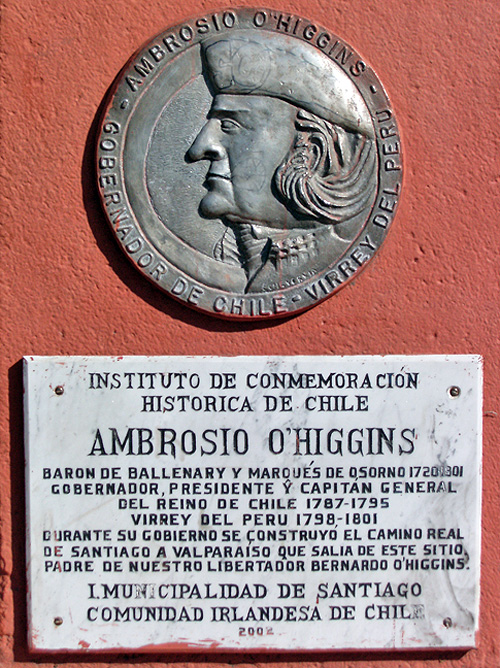
Medallón de bronce y placa del 2002 instalada en el monolito.

La Pirámide del Camino de San Pablo es un monumento construido en Santiago de Chile para conmemorar la construcción del Camino de San Pablo para facilitar el tránsito entre Santiago y Valparaíso. Se encuentra actualmente ubicado en la calle San Pablo con Almirante Barroso.

## Historia
En Santiago de Chile durante el siglo XVIII existían dos caminos hacia Valparaíso, siendo el primero de estos el llamado Camino de Chile y el otro el Camino de las Carretas, el cual fue construido durante el siglo XVII. El tránsito por cualquiera de estas dos vías era difícil y agotador, lo cual dejaba en claro la necesidad de la construcción de una nueva vía más moderna y directa para facilitar el tránsito entre ambas ciudades. El Camino de San Pablo fue la solución que proveyó el gobierno del Marqués don Ambrosio O’Higgins, trazándolo sobre el antiguo Sendero de las Cuestas, el cual era utilizado por viajeros y arrieros de mulas o caballos, siendo la construcción del camino encargada al ingeniero José Hidalgo.
Con la construcción de diques para encauzar las aguas del Mapocho, se redujeron por mucho la coberturas de sus aguas, lo cual dejó al descubierto un sendero pedregoso en la orilla sobre la cual "nació una calle más estable y urbanizable". En el año 1788 don Ambrosio O’Higgins asumiría la gobernación de Chile, durante la cual inició una serie de gestiones para poder reunir los fondos necesarios para la construcción de un nuevo dique, mientras que al mismo tiempo inició la edificación de una nueva ruta hacia Valparaíso a partir del año 1791, ruta que conectaba con la calle de San Pablo y en la construcción de esta participaron los ingenieros Pedro Rico, Joaquín Toesca y Agustín Cavallero. La construcción del camino tuvo al principio una oposición por parte de la ciudadanía debido al decreto del cobro de peajes para la financiación de la apertura y la manutención del camino.

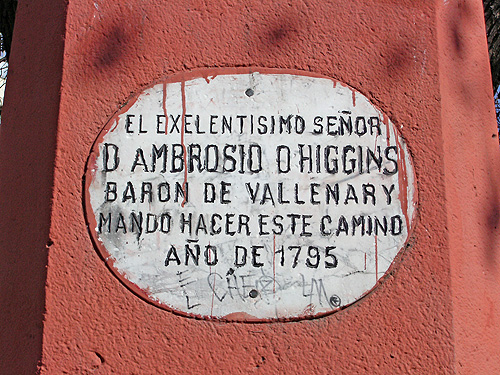
Placa alusiva al mensaje inaugural de la primera "pirámide".

Fue así como la calle de San Pablo cobró importancia para la ciudad de Santiago y ya hacia el año 1792, la obra ya estaba casi completada y en proceso de empedramiento, estando el camino ya en funcionamiento hacia el año 1794, estando habilitado para el tránsito de carruajes en el año 1797. Una vez completado el camino se erigió un monumento para homenajear la obra, instalándose una "pirámide" de ladrillos y cal ubicada en la "encrucijada de San Pablo con la Cañada de Saravia o de Negrete, actual avenida Brasil". Duró cerca de 70 años la carretera como principal ruta entre Santiago y Valparaíso, permaneciendo el monumento como un símbolo de tiempos remotos para despedir a los viajeros en sus viajes de ida y vuelta.
Durante la Guerra de la Independencia de Chile, en el año 1817, el gobernador Casimiro Marcó del Pont utilizó el camino de San Pablo como vía de escape, mientras las fuerzas independentistas y realistas luchaban de forma encarnizada. Así mismo el director Supremo don Bernardo O'Higgins colocó sobre el obelisco un aviso público para el pueblo chileno y el clero que había empeñado sus joyas y otros objetos preciosos a favor de las arcas de la república. El camino de San Pablo tuvo un rol importante durante el período emancipador y los primeros años de la república al proveer de un pasaje seguro y menos riesgoso que los otros disponibles, en los cuales terminaban las carretas dañadas e incluso causaban la muerte a los animales que realizaban la travesía.
Previa a la Guerra del Pacífico, la placa conmemorativa ya era escasamente visible, siendo esta recuperada más tarde por Benjamín Vicuña Mackenna al mejorar la inscripción y realizar manutención al monumento durante su tiempo en la intendencia de Santiago, aunque a pesar de esto el monumento no se encontraba en su mejor momento ya que la obra "se encontraba algo descuidada". Al irse urbanizando el sector en el cual se encontraba la pirámide, el cual corresponde a la actual Plaza Brasil, este comenzó a estorbar y a bloquear una parte de la calle, pasando las líneas del tranvía a solo "centímetros del mismo monumento colonial". Debido a lo anteriormente señalado y al paso del tiempo, el monumento fue incapaz de resistir a los cambios urbanos que se producían en la urbe y finalmente este término derrumbado y consecutivamente demolido. Posteriormente se estableció un nuevo monumento semejante al anterior, el cual conservaba la antigua placa recuperada por Vicuña Mackenna, en la intersección de las calles Brasil con Rosas, aunque este fue finalmente trasladado debido a la realización de recientes trabajos de remodelación.

## Actualidad
Finalmente el monumento fue trasladado hasta la plazoleta de San Pablo con Almirante Barroso, siendo este restaurado por la Municipalidad de Santiago y el Instituto de Conmemoración Histórica e inaugurado en el año 2002, con una copia de la placa original y un medallón de bronce, recordando este monolito la vieja ruta colonial construida por don Ambrosio O’Higgins.